# Evil Dead (musical)
Evil Dead es un musical parodia basado en la saga cinematográfica del mismo nombre. Se estrenó por primera vez en 2003 en el Tranzac Club de Toronto, y rápidamente se convirtió en un éxito. En 2006 llegó al Off-Broadway y desde entonces se ha representado en múltiples lugares a lo largo de todo el mundo. La crítica ha alabado el espectáculo y en un artículo de The New York Times fue calificado como «el nuevo Rocky Horror Show».

## Sinopsis
Cinco estudiantes universitarios van a pasar el fin de semana en una cabaña abandonada en el bosque. Una vez instalados, la trampilla que da acceso al sótano se abre de golpe y el grupo decide bajar a investigar. En el sótano encuentran un magnetófono, un extraño cuchillo ritual y un libro antiquísimo, el Necronomicón, y sin ser conscientes despiertan a los demonios que habitan en los bosques cercanos. Sucesivamente, todos los jóvenes son poseídos por las fuerzas del mal menos uno, Ash, quien tiene que enfrentarse al resto y luchar por su vida.

## Producciones
Con la aprobación de Sam Raimi y Bruce Campbell, la versión musical de Evil Dead se estrenó por primera vez en 2003 en los talleres teatrales del Tranzac Club de Toronto, dirigida por Christopher Bond y protagonizada por Ryan Ward. La obra se convirtió en un éxito inmediato y, una vez finalizada su estancia en Toronto, fue transferida al Cabaret du Plateau de Montreal, como parte de la edición de 2004 del festival Just for Laughs.
Dos años después, el musical dio el salto al Off-Broadway, donde levantó el telón el 1 de noviembre de 2006 en el complejo teatral New World Stages, codirigido por Christopher Bond y Hinton Battle, y de nuevo protagonizado por Ryan Ward. La producción se mantuvo en cartel hasta el 17 de febrero de 2007.
Evil Dead regresó a Toronto para instalarse en la Diesel Playhouse a partir del 1 de mayo de 2007, con un elenco liderado una vez más por Ryan Ward. En un principio la fecha de cierre estaba prevista para finales de junio de ese mismo año, pero debido a la gran respuesta de público y crítica las representaciones se prolongaron hasta el 6 de septiembre de 2008. En total realizó más de 300 funciones, convirtiéndose en el espectáculo canadiense de mayor permanencia en cartel en Toronto en veinte años.
El Onyx Theatre de Las Vegas acogió el musical entre el 13 y el 31 de octubre de 2011, presentado por Off-Strip Productions y RagTag Entertainment, y dirigido por Sirc Michaels. El éxito de público posibilitó una segunda temporada en ese mismo teatro en enero de 2012.
Un montaje revisado debutó el 22 de junio de 2012 en la Strip de Las Vegas, como espectáculo residente del V Theater. Dirigida por Sirc Michaels, la obra incorporó en el título el eslogan «Ultimate 4D Experience» para reflejar la naturaleza de la puesta en escena, que incluía una zona de salpicadura de sangre en el patio de butacas, interacciones de los actores con el público, elementos multimedia y efectos de luz y sonido. Tras su paso por el V Theater, donde se representó hasta el 28 de noviembre de 2015, la producción tuvo dos hogares más: el Tommy Wind Theater (entre diciembre de 2015 y septiembre de 2017) y el Windows Showroom del Bally's (en septiembre de 2017), siendo la versión más longeva estrenada hasta la fecha.
En España pudo verse entre el 31 de octubre de 2012 y el 6 de enero de 2013 en los Cines Kinépolis de Madrid, cuya sala 18 fue transformada en un teatro para la ocasión. Dirigido por Chemari Bello y protagonizado por Pablo Puyol y David Ordinas alternándose el papel de Ash, el espectáculo contó con coreografía de Luka Yexi, diseño de escenografía de Mer García Navas, diseño de vestuario de Rebeca Sevilla, diseño de máscaras y caracterización de Desirée García, diseño de sonido de Álvaro Rodríguez y dirección musical de César Belda. El libreto y las letras fueron adaptados al castellano por Félix Ortíz y Salvador Toscano. Entre el 4 de abril y el 9 de junio de 2013, la producción española realizó una segunda temporada en el Nuevo Teatro Alcalá de Madrid, con la incorporación de Rubén Yuste como el nuevo Ash tras la marcha de Pablo Puyol y David Ordinas. Posteriormente, Sergio Arce (Scott) también interpretó a Ash en algunas funciones.
Entre el 24 de octubre de 2013 y el 11 de enero de 2014, Evil Dead regresó a Toronto, donde se representó en el Randolph Theatre tras una breve estancia a modo de prueba en el Prince Music Theater de Filadelfia. Este revival contó de nuevo con Christopher Bond en la dirección y Ryan Ward al frente del elenco.
La primera gira por Norteamérica arrancó el 11 de septiembre de 2014 en el Capitol Theater del Overture Center for the Arts de Madison, dirigida por Christopher Bond y protagonizada por David Sajewich como Ash. La producción permaneció más de un año en la carretera, despidiéndose definitivamente el 15 de noviembre de 2015 en el Arts Center de Mesa. Una vez finalizado el tour norteamericano, el espectáculo se trasladó a Toronto para realizar una temporada limitada en el Randolph Theatre entre el 12 y el 28 de febrero de 2016, con Trent Mills en el papel de Ash.
En total, más de 300 producciones han sido estrenadas a lo largo de todo el mundo por compañías profesionales, colectivos de aficionados y agrupaciones escolares, incluyendo montajes en países como Australia, Corea del Sur, Japón o Suecia.

## Rumores sobre una posible adaptación cinematográfica
En septiembre de 2008, varios medios publicaron que Sam Raimi había dado permiso al productor Don Carmody para llevar a la gran pantalla la versión musical de Evil Dead, que iba a ser rodada utilizando tecnología 3D y con la participación de algunos miembros del equipo original. Sin embargo, estas afirmaciones fueron desmentidas por el propio autor del espectáculo George Reinblatt.

## Números musicales
| Acto I - «Cabin in the Wood» - «Housewares Employee» - «It Won't Let Us Leave» - «Look Who's Evil Now» - «What the Fuck Was That?» - «Join Us» - «Good Old Reliable Jake» - «Housewares Employee (Reprise)» - «I'm Not a Killer» | Acto II - «I'm Not a Killer (Reprise)» - «Bit-Part Demon» - «All the Men in My Life Keep Getting Killed by Candarian Demons» - «Ode to an Accidental Stabbing» - «Do the Necronomicon» - «It's Time» - «We Will Never Die» - «Blew That Bitch Away» |

## Repartos originales
| Personaje  | Toronto (2003)       | Off-Broadway (2006) | Madrid (2012)                           | Gira en Norteamérica (2014) |
| Ash        | Ryan Ward            | Ryan Ward           | Pablo Puyol David Ordinas               | David Sajewich              |
| Scott      | Matt Olmstead        | Brandon Wardell     | Sergio Arce David Velardo David Cebolla | Creg Sclavi                 |
| Linda      | Victoria Nestorowicz | Jennifer Byrne      | Mariola Peña Teresa Abarca              | Julie Baird                 |
| Shelly     | Mackenzie Lush       | Renée Klapmeyer     | Carolina Morán Rebeca Medina            | Callie Johnson              |
| Cheryl     | Danielle Meierhenry  | Jenna Coker         | Esther Izquierdo Elsa Álvaro            | Demi Zaino                  |
| Annie      | Ashley Callaghan     | Renée Klapmeyer     | Sara Pérez Manuela Nieto                | Callie Johnson              |
| Ed         | Pat Brown            | Tom Walker          | Salvador Toscano Fédor de Pablos        | Ryan McBride                |
| Jake       | Daniel Krolik        | Darryl Winslow      | Javier Navares Fernando Samper          | Andrew Di Rosa              |
| Fake Shemp | Tim Evans            | Ryan Williams       | Félix Ortíz                             | Ryan Czerwonko              |

## Grabaciones
Hasta la fecha se ha editado el álbum interpretado por el elenco original del Off-Broadway, además de una grabación en vivo de la «Ultimate 4D Experience» de Las Vegas (2014).

## Premios y nominaciones

### Producción original de Madrid
| Año  | Premio                    | Categoría                     | Nominado         | Resultado |
| ---- | ------------------------- | ----------------------------- | ---------------- | --------- |
| 2014 | Premio del Teatro Musical | Mejor musical                 | Mejor musical    | Nominado  |
| 2014 | Premio del Teatro Musical | Mejor dirección musical       | César Belda      | Nominado  |
| 2014 | Premio del Teatro Musical | Mejor coreografía             | Luka Yexi        | Nominado  |
| 2014 | Premio del Teatro Musical | Mejor escenografía            | Mer García Navas | Nominada  |
| 2014 | Premio del Teatro Musical | Mejor diseño de sonido        | Álvaro Rodríguez | Nominado  |
| 2014 | Premio del Teatro Musical | Mejor maquillaje y peluquería | Desirée García   | Ganadora  |
| 2014 | Premio del Teatro Musical | Mejor actriz protagonista     | Mariola Peña     | Nominada  |
| 2014 | Premio del Teatro Musical | Mejor actor protagonista      | Rubén Yuste      | Nominado  |
| 2014 | Premio del Teatro Musical | Mejor actriz de reparto       | Sara Pérez       | Nominada  |
| 2014 | Premio del Teatro Musical | Actriz revelación             | Elsa Álvaro      | Nominada  |